# Салтыков, Иван Павлович
Ива́н Па́влович Салтыко́в (18 ноября 1917 — 6 августа 1980) — полковник Советской Армии, участник Великой Отечественной войны, Герой Советского Союза (1944).

## Биография
Иван Салтыков родился 18 ноября 1917 года в Челябинске. Окончил два курса Челябинского коммунально-строительного техникума, работал на железной дороге. В 1938—1940 годах проходил службу в Рабоче-крестьянской Красной Армии. В июне 1941 года Салтыков повторно был призван в армию. Окончил курсы политсостава. С ноября 1941 года — на фронтах Великой Отечественной войны.
К сентябрю 1943 года гвардии старший лейтенант Иван Салтыков был комсоргом 37-го гвардейского стрелкового полка 12-й гвардейской стрелковой дивизии 61-й армии Центрального фронта. Отличился во время битвы за Днепр. 26-28 сентября 1943 года Салтыков организовал отражение немецких контратак в районе Любеча. В ночь с 28 на 29 сентября 1943 года он в составе передового отряда в числе первых переправился через Днепр в районе деревни Глушец Лоевского района Гомельской области Белорусской ССР и принял активное участие в боях за захват и удержание плацдарма на его западном берегу.
Указом Президиума Верховного Совета СССР «О присвоении звания Героя Советского Союза генералам, офицерскому, сержантскому и рядовому составу Красной Армии» от 15 января 1944 года за «образцовое выполнение боевых заданий командования по форсированию реки Днепр и проявленные при этом мужество и героизм» гвардии старший лейтенант Иван Салтыков был удостоен высокого звания Героя Советского Союза с вручением ордена Ленина и медали «Золотая Звезда» за номером 3190.
После окончания войны Салтыков продолжил службу в Советской Армии. В 1947 году он окончил военно-политическое училище. В 1956 году в звании полковника Салтыков был уволен в запас. 
Проживал и работал в Челябинске. Умер 6 августа 1980 года, похоронен на Успенском кладбище Челябинска.
Был также награждён орденом Красного Знамени и рядом медалей.